# Jan Sechini
Jan Sechini, także Secchini, Sekini, Sechinius, Sechkini (ur. ok. 1570 w Przemyślu, zm. 1632), lekarz polski, profesor i rektor Akademii Zamojskiej.
Pochodził z rodziny mieszczańskiej, był synem Andrzeja. Studiował na Uniwersytecie Krakowskim, gdzie w 1596 obronił bakalaureat sztuk wyzwolonych. W 1601 ogłosił poemat Thalamus nuptialis z okazji ślubu córki podczaszego krakowskiego i poety Piotra Cieklińskiego, w którym opisał uroczystości weselne oraz dwór Cieplińskich w Lipniku pod Bieczem. W 1602 został zaproszony do Zamościa, przypuszczalnie za protekcją Cieplińskiego, blisko związanego z Janem Zamoyskim. Sechini został profesorem Akademii Zamojskiej i objął katedrę poetyki, wykładał także w nizszych klasach składnię i prozodię, a od 1603 dodatkowo uczył logiki. W 1605 przerwał na rok pracę w Zamościu, by uzyskać na uczelni krakowskiej tytuł magistra filozofii. Po powrocie do Zamościa był dziekanem Wydziału Sztuk Wyzwolonych (1606) i rektorem Akademii (1608/1609).
W 1610 wyjechał do Padwy, gdzie w maju następnego roku uzyskał doktorat medycyny. Po powrocie do Polski prowadził praktykę lekarską w Przemyślu. Cenił właściwości lecznicze wód mineralnych, zalecał zarówno ich picie, jak i kąpiele. Ogłosił pracę Censura o wodzie iwonickiej (1630). Jest to pierwsza praca balneologiczna poświęconą wyłącznie wodom mineralnym Iwonicza.
W 1613 poślubił Annę z Wałaskich, pochodzącą z rodziny mieszczan krakowskich. Miał synów Jana i Stanisława, obaj uzyskali dyplomy bakałarza w Krakowie, a później studiowali w Padwie.
W 1975 roku jednej z ulic Iwonicza-Zdroju nadano imię Sechkiniego.

## Źródła
- Marek Wagner, Jan Sechini, w: Polski Słownik Biograficzny, tom XXXVI, 1995
- Roczniki Wydziału Lekarskiego UJ 1841 T IV str. 357
- "Balneologia Polska" zeszyt 2 Poznań 1974 str. 82
- Iwonicz-Zdrój Monografia Kraków 1979 str. 41